# Sebastián González (calciatore 2000)
Sebastián González Mozzo (San Carlos, 11 febbraio 2000) è un calciatore uruguaiano, centrocampista del Dep. Maldonado.

## Caratteristiche tecniche
È un mediano.

## Carriera
Cresciuto nel settore giovanile del Dep. Maldonado, ha esordito in prima squadra l'11 maggio 2019 disputando l'incontro di Segunda División Profesional vinto 1-0 contro il Central Español.